# バンガーズ
『バンガーズ』（Bangerz）はマイリー・サイラスの4枚目のスタジオ・アルバム。2013年10月4日にRCAレコードからリリースされた。

## 制作背景
2012年、サイラスは新しいアルバムの制作を発表した。
2013年6月3日にアルバムの最初のシングル「ウィ・キャント・ストップ」をリリース。前作から大胆にイメージ・チェンジした。リアーナから提供された曲。チャートでは、イギリス、スコットランドで1位を記録。日本でも7位を記録した。また世界24か国のiTunesシングル・チャートで即日1位を記録。
2013年8月25日にセカンドシングル「レッキング・ボール」をリリース。ミュージック・ビデオが公開されると、全裸＋ブーツで鉄球に乗るシーンが話題になった。ビデオはわずか6日間という歴代最速のスピードで再生回数1億回を突破。世界60か国以上のiTunesシングル・チャートでは即日1位を記録。全米シングル・チャートでも2週連続で1位を獲得した。
アルバムは2013年10月4日にリリースされると、全米と全英のアルバム・チャートで初登場1位を獲得。また日本を含む全世界70カ国のiTunesトップ・アルバム・チャートで即日1位を記録。
通常盤とデラックス盤が発売された。

## トラックリスト

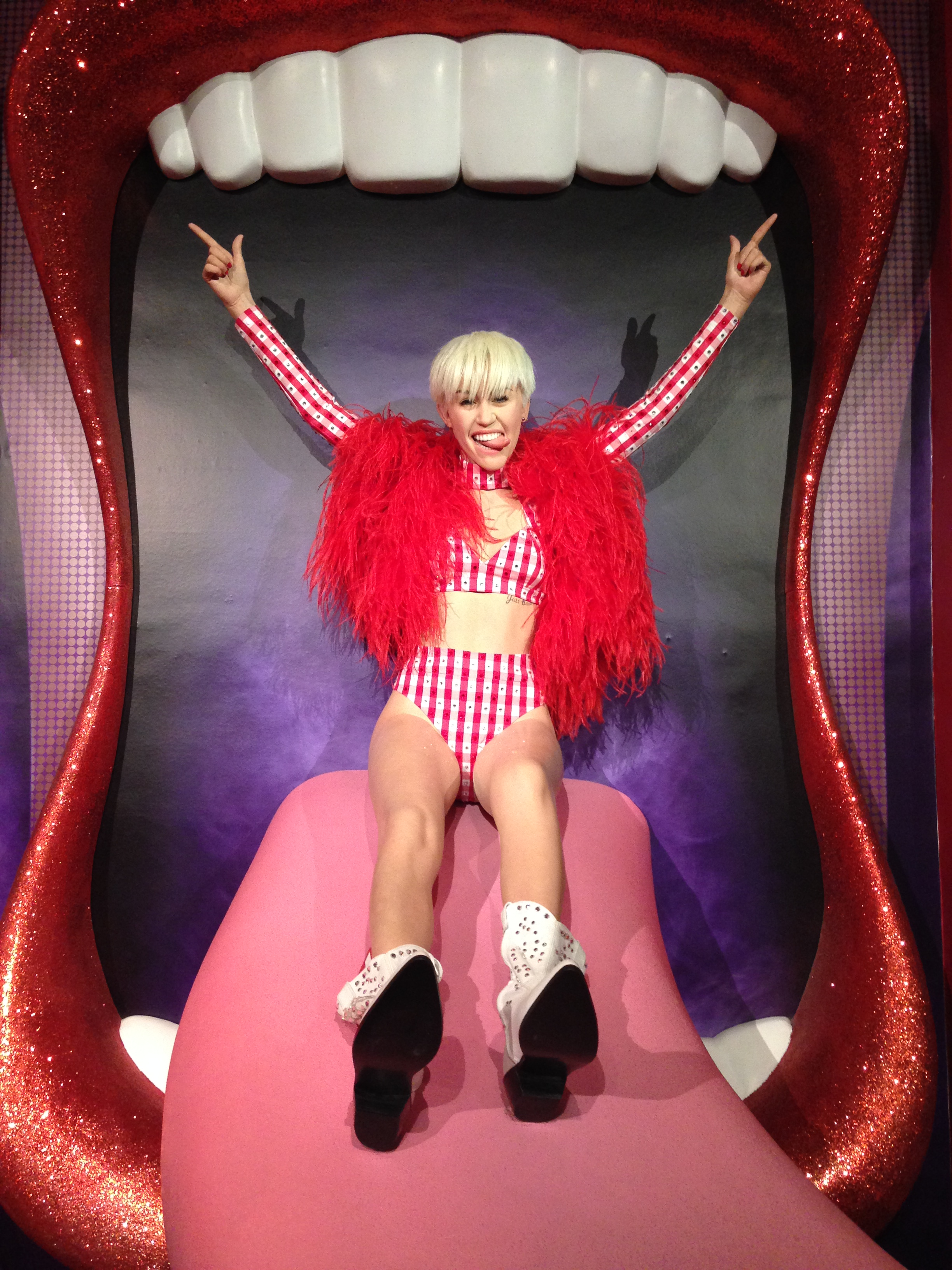
マダム・タッソー館に飾られたバンガーズ時代のマイリーの蝋人形

- 1.Adore You 4:39 (15thシングル)
- 2.We Can't Stop 3:50 (13thシングル)
- 3. SMS [Bangerz] (Feat.ブリトニー・スピアーズ) 2:49
- 4. 4X4 (Feat. ネリー) 3:12
- 5. My Darlin' (Feat. FUTURE) 4:03
- 6. Wrecking Ball 3:40 (14thシングル)
- 7. Love Money Party (Feat. Big Sean) 3:40
- 8. #GETITRIGHT 4:23
- 9. Drive 4:15
- 10.FU (Feat. フレンチ・モンタナ) 3:52
- 11. Do My Thang 3:46
- 12. Maybe You're Right 3:33
- 13. Someone Else 4:48

デラックス版のみ収録
- 14. Rooting For My Baby 3:20
- 15. My On Own 3:52
- 16.Hands In The Air (Feat. リュダクリス) 3:23